# ル・マン24時間歴代勝者
当項では、モータースポーツのクラシックイベントであるル・マン24時間レースの歴代優勝者 (メークスおよびドライバー) を列記する。加えて所属チームと運用された車両の型式、車両に装着したタイヤメークス、走行記録を併記する。

## 勝者
| 回 | 年          | メイク                                   | ドライバー                                                                         | エントラント                                | 車両                                     | タイヤ                                   | 周回数                                   | 距離        |
| -- | ----------- | ---------------------------------------- | ---------------------------------------------------------------------------------- | ------------------------------------------- | ---------------------------------------- | ---------------------------------------- | ---------------------------------------- | ----------- |
| 93 | 2025        | フェラーリ                               | ロバート・クビサ イェ・イーフェイ（葉一飛） フィリップ・ハンソン                   | AFコルセ                                    | 499P                                     | ミシュラン                               | 387                                      | 5273.26 km  |
| 92 | 2024        | フェラーリ                               | アントニオ・フォコ ミゲル・モリーナ ニクラス・ニールセン                           | フェラーリ・AFコルセ                        | 499P                                     | ミシュラン                               | 311                                      | 4237.54 km  |
| 91 | 2023        | フェラーリ                               | アレッサンドロ・ピエール・グイディ ジェームス・カラド アントニオ・ジョヴィナッツィ | フェラーリ・AFコルセ                        | 499P                                     | ミシュラン                               | 342                                      | 4660.09 km  |
| 90 | 2022        | トヨタ                                   | セバスチャン・ブエミ ブレンドン・ハートレイ 平川亮                                 | トヨタ・ガズー・レーシング                  | GR010 HYBRID                             | ミシュラン                               | 380                                      | 5177.88 km  |
| 89 | 2021        | トヨタ                                   | マイク・コンウェイ 小林可夢偉 ホセ・マリア・ロペス                                 | トヨタ・ガズー・レーシング                  | GR010 HYBRID                             | ミシュラン                               | 371                                      | 5055.246 km |
| 88 | 2020        | トヨタ                                   | セバスチャン・ブエミ 中嶋一貴 ブレンドン・ハートレイ                               | トヨタ・ガズー・レーシング                  | TS050 HYBRID                             | ミシュラン                               | 387                                      | 5273.262 km |
| 87 | 2019        | トヨタ                                   | セバスチャン・ブエミ 中嶋一貴 フェルナンド・アロンソ                               | トヨタ・ガズー・レーシング                  | TS050 HYBRID                             | ミシュラン                               | 385                                      | 5246.01 km  |
| 86 | 2018        | トヨタ                                   | セバスチャン・ブエミ 中嶋一貴 フェルナンド・アロンソ                               | トヨタ・ガズー・レーシング                  | TS050 HYBRID                             | ミシュラン                               | 388                                      | 5286.888 km |
| 85 | 2017        | ポルシェ                                 | ティモ・ベルンハルト ブレンドン・ハートレイ アール・バンバー                       | ポルシェ・LMPチーム                         | 919ハイブリッド                          | ミシュラン                               | 367                                      | 5001.834 km |
| 84 | 2016        | ポルシェ                                 | ロマン・デュマ ニール・ジャニ マルク・リープ                                       | ポルシェ・チーム                            | 919ハイブリッド                          | ミシュラン                               | 384                                      | 5233.53 km  |
| 83 | 2015        | ポルシェ                                 | アール・バンバー ニック・タンディ ニコ・ヒュルケンベルグ                           | ポルシェ・チーム                            | 919ハイブリッド                          | ミシュラン                               | 395                                      | 5383.45 km  |
| 82 | 2014        | アウディ                                 | マルセル・フェスラー アンドレ・ロッテラー ブノワ・トレルイエ                       | アウディスポーツ・チーム・ヨースト          | R18 e-tron クワトロ                      | ミシュラン                               | 379                                      | 5165.39 km  |
| 81 | 2013        | アウディ                                 | トム・クリステンセン アラン・マクニッシュ ロイック・デュバル                       | アウディスポーツ・チーム・ヨースト          | R18 e-tron クワトロ                      | ミシュラン                               | 348                                      | 4742.89 km  |
| 80 | 2012        | アウディ                                 | マルセル・フェスラー アンドレ・ロッテラー ブノワ・トレルイエ                       | アウディスポーツ・チーム・ヨースト          | R18 e-tron クワトロ                      | ミシュラン                               | 378                                      | 5151.76 km  |
| 79 | 2011        | アウディ                                 | マルセル・フェスラー アンドレ・ロッテラー ブノワ・トレルイエ                       | アウディスポーツ・チーム・ヨースト          | R18 TDI                                  | ミシュラン                               | 355                                      | 4838.30 km  |
| 78 | 2010        | アウディ                                 | ティモ・ベルンハルト ロマン・デュマ マイク・ロッケンフェラー                       | アウディスポーツ・ノースアメリカ            | R15 TDI                                  | ミシュラン                               | 397                                      | 5410.71 km  |
| 77 | 2009        | プジョー                                 | マルク・ジェネ アレクサンダー・ヴルツ デビッド・ブラバム                           | プジョー・スポール・トタル                  | 908HDi-FAP                               | ミシュラン                               | 382                                      | 5206.27 km  |
| 76 | 2008        | アウディ                                 | リナルド・カペッロ アラン・マクニッシュ トム・クリステンセン                       | アウディスポーツ・ノースアメリカ            | R10 TDI                                  | ミシュラン                               | 381                                      | 5200.65 km  |
| 75 | 2007        | アウディ                                 | フランク・ビエラ エマニュエル・ピロ マルコ・ヴェルナー                             | アウディスポーツ・ノースアメリカ            | R10 TDI                                  | ミシュラン                               | 369                                      | 5036.85 km  |
| 74 | 2006        | アウディ                                 | フランク・ビエラ エマニュエル・ピロ マルコ・ヴェルナー                             | アウディスポーツ・チーム・ヨースト          | R10 TDI                                  | ミシュラン                               | 380                                      | 5187 km     |
| 73 | 2005        | アウディ                                 | J.J.レート マルコ・ヴェルナー トム・クリステンセン                                 | ADTチャンピオン・レーシング                 | R8                                       | ミシュラン                               | 370                                      | 5050.5 km   |
| 72 | 2004        | アウディ                                 | 荒聖治 トム・クリステンセン リナルド・カペッロ                                     | アウディスポーツジャパン・チーム郷          | R8                                       | ミシュラン                               | 379                                      | 5169.9 km   |
| 71 | 2003        | ベントレー                               | トム・クリステンセン リナルド・カペッロ ガイ・スミス                               | チーム・ベントレー                          | スピード8                                | ミシュラン                               | 377                                      | 5146.05 km  |
| 70 | 2002        | アウディ                                 | フランク・ビエラ トム・クリステンセン エマニュエル・ピロ                           | アウディスポーツ・チーム・ヨースト          | R8                                       | ミシュラン                               | 375                                      | 5118.75 km  |
| 69 | 2001        | アウディ                                 | フランク・ビエラ トム・クリステンセン エマニュエル・ピロ                           | アウディスポーツ・チーム・ヨースト          | R8                                       | ミシュラン                               | 321                                      | 4381.65 km  |
| 68 | 2000        | アウディ                                 | フランク・ビエラ トム・クリステンセン エマニュエル・ピロ                           | アウディスポーツ・チーム・ヨースト          | R8                                       | ミシュラン                               | 368                                      | 5007.99 km  |
| 67 | 1999        | BMW                                      | ピエルルイジ・マルティニ ヤニック・ダルマス ヨアヒム・ヴィンケルホック             | チーム・BMWモータースポーツ                 | V12 LMR                                  | ミシュラン                               | 365                                      | 4968 km     |
| 66 | 1998        | ポルシェ                                 | ローレン・アイエロ アラン・マクニッシュ ステファン・オルテリ                       | ポルシェ・AG                                | 911GT1/98 (1VO)                          | ミシュラン                               | 351                                      | 4773.18 km  |
| 65 | 1997        | ポルシェ                                 | ミケーレ・アルボレート ステファン・ヨハンソン トム・クリステンセン                 | ヨースト・レーシング                        | WSC95                                    | グッドイヤー                             | 361                                      | 4909.6 km   |
| 64 | 1996        | ポルシェ                                 | マニュエル・ロイター デイビー・ジョーンズ アレクサンダー・ヴルツ                   | ヨースト・レーシング                        | WSC95                                    | グッドイヤー                             | 354                                      | 4814.4 km   |
| 63 | 1995        | マクラーレン                             | ヤニック・ダルマス J.J.レート 関谷正徳                                             | 国際開発レーシング                          | F1                                       | ミシュラン                               | 298                                      | 4055.8 km   |
| 62 | 1994        | ダウアー                                 | ヤニック・ダルマス ハーレイ・ヘイウッド マウロ・バルディ                           | ル・マン・ポルシェ・チーム                  | 962LM                                    | グッドイヤー                             | 344                                      | 4678.4 km   |
| 61 | 1993        | プジョー                                 | ジェフ・ブラバム ジャン＝クリストフ・ブシュー エリック・エラリー                   | プジョー・タルボ・スポール                  | 905 Evo 1B                               | ミシュラン                               | 375                                      | 5100 km     |
| 60 | 1992        | プジョー                                 | デレック・ワーウィック ヤニック・ダルマス マーク・ブランデル                       | プジョー・タルボ・スポール                  | 905 Evo 1B                               | ミシュラン                               | 352                                      | 4787.2 km   |
| 59 | 1991        | マツダ                                   | フォルカー・ヴァイドラー ジョニー・ハーバート ベルトラン・ガショー                 | マツダスピード                              | 787B                                     | ダンロップ                               | 362                                      | 4922.81 km  |
| 58 | 1990        | ジャガー                                 | ジョン・ニールセン プライス・コブ マーティン・ブランドル                           | シルクカット・ジャガー                      | XJR-12                                   | グッドイヤー                             | 359                                      | 4882.4 km   |
| 57 | 1989        | ザウバー・メルセデス                     | ヨッヘン・マス マニュエル・ロイター スタンレー・ディケンズ                         | チームザウバー・メルセデス                  | C9                                       | ミシュラン                               | 389                                      | 5265.115 km |
| 56 | 1988        | ジャガー                                 | ヤン・ラマース ジョニー・ダンフリーズ アンディ・ウォレス                           | シルクカット・ジャガー                      | XJR-9LM                                  | ミシュラン                               | 394                                      | 5332.79 km  |
| 55 | 1987        | ポルシェ                                 | デレック・ベル ハンス＝ヨアヒム・スタック アル・ホルバート                         | ロスマンズ・ポルシェAG                      | 962C                                     | ダンロップ                               | 354                                      | 4791.777 km |
| 54 | 1986        | ポルシェ                                 | デレック・ベル ハンス＝ヨアヒム・スタック アル・ホルバート                         | ロスマンズ・ポルシェAG                      | 962C                                     | ダンロップ                               | 367                                      | 4972.731 km |
| 53 | 1985        | ポルシェ                                 | クラウス・ルートヴィッヒ パオロ・バリッラ ジョン・ウィンター                       | ヨースト・レーシング                        | 956                                      | ダンロップ                               | 373                                      | 5088.507 km |
| 52 | 1984        | ポルシェ                                 | クラウス・ルートヴィッヒ アンリ・ペスカロロ                                        | ヨースト・レーシング                        | 956                                      | ダンロップ                               | 359                                      | 4900.276 km |
| 51 | 1983        | ポルシェ                                 | ヴァーン・シュパン アル・ホルバート ハーレイ・ヘイウッド                           | ロスマンズ・ポルシェ                        | 956                                      | ダンロップ                               | 370                                      | 5047.934 km |
| 50 | 1982        | ポルシェ                                 | ジャッキー・イクス デレック・ベル                                                  | ロスマンズ・ポルシェ・システム              | 956                                      | ダンロップ                               | 359                                      | 4899.086 km |
| 49 | 1981        | ポルシェ                                 | ジャッキー・イクス デレック・ベル                                                  | ポルシェ・システム                          | 936/81                                   | ダンロップ                               | 354                                      | 4825.348 km |
| 48 | 1980        | ロンドー・フォード                       | ジャン＝ピエール・ジョッソー ジャン・ロンドー                                      | ジャン・ロンドー                            | M379B                                    | グッドイヤー                             | 338                                      | 4608.02 km  |
| 47 | 1979        | ポルシェ                                 | クラウス・ルートヴィッヒ ビル・ウィッティントン ドン・ウィッティントン             | ポルシェ・クレマー・レーシング              | 935K3                                    | ダンロップ                               | 307                                      | 4173.93 km  |
| 46 | 1978        | ルノー                                   | ディディエ・ピローニ ジャン＝ピエール・ジョッソー                                  | ルノー・スポール                            | アルピーヌA442B                          | ミシュラン                               | 369                                      | 5044.53 km  |
| 45 | 1977        | ポルシェ                                 | ジャッキー・イクス ハーレイ・ヘイウッド ユルゲン・バルト                           | マルティーニ・レーシング ポルシェ・システム | 936                                      | ダンロップ                               | 342                                      | 4671.63 km  |
| 44 | 1976        | ポルシェ                                 | ジャッキー・イクス ジィズ・ヴァン・レネップ                                        | マルティーニ・レーシング ポルシェ・システム | 936                                      | グッドイヤー                             | 349                                      | 4769.923 km |
| 43 | 1975        | ガルフ・フォード                         | ジャッキー・イクス デレック・ベル                                                  | ガルフ・リサーチ・レーシング                | GR8                                      | グッドイヤー                             | 336                                      | 4595.577 km |
| 42 | 1974        | マトラ・シムカ                           | アンリ・ペスカロロ ジェラール・ラルース                                            | エキップ・ジタン                            | MS670B                                   | グッドイヤー                             | 337                                      | 4606.571 km |
| 41 | 1973        | マトラ・シムカ                           | アンリ・ペスカロロ ジェラール・ラルース                                            | エキップ・マトラ・シムカ・シェル            | MS670B                                   | グッドイヤー                             | 355                                      | 4853.945 km |
| 40 | 1972        | マトラ・シムカ                           | アンリ・ペスカロロ グラハム・ヒル                                                  | エキップ・マトラ・シムカ・シェル            | MS670                                    | グッドイヤー                             | 344                                      | 4691.343 km |
| 39 | 1971        | ポルシェ                                 | ヘルムート・マルコ ジィズ・ヴァン・レネップ                                        | マルティーニ・レーシングチーム              | 917 (1E)                                 | ファイアストン                           | 397                                      | 5335.313 km |
| 38 | 1970        | ポルシェ                                 | ハンス・ヘルマン リチャード・アトウッド                                            | ポルシェ・コンストルクツィオーネン          | 917 (1E)                                 | グッドイヤー                             | 343                                      | 4607.81 km  |
| 37 | 1969        | フォード                                 | ジャッキー・イクス ジャッキー・オリバー                                            | JWオートモーティヴ・エンジニアリング        | GT40 (1V1E)                              | ファイアストン                           | 372                                      | 4998 km     |
| 36 | 1968        | フォード                                 | ペドロ・ロドリゲス ルシアン・ビアンキ                                              | JWオートモーティヴ・エンジニアリング        | GT40 (1V1E)                              | ファイアストン                           | 331                                      | 4452.88 km  |
| 35 | 1967        | フォード                                 | ダン・ガーニー A.J.フォイト                                                        | シェルビー・アメリカン Inc.                 | マークIV                                 | グッドイヤー                             | 388                                      | 5232.9 km   |
| 34 | 1966        | フォード                                 | ブルース・マクラーレン クリス・エイモン                                            | シェルビー・アメリカン Inc.                 | GTマークII                               | グッドイヤー                             | 360                                      | 4843.09 km  |
| 33 | 1965        | フェラーリ                               | ヨッヘン・リント マステン・グレゴリー                                              | ノースアメリカン・レーシングチーム（NART）  | 250LM                                    | グッドイヤー                             | 348                                      | 4677.11 km  |
| 32 | 1964        | フェラーリ                               | ジャン・グーシェ ニーノ・ヴァッカレラ                                              | SpA フェラーリ SEFAC                        | 275P                                     | ダンロップ                               | 349                                      | 4695.31 km  |
| 31 | 1963        | フェラーリ                               | ルドヴィコ・スカルフィオッティ ロレンツォ・バンディーニ                            | アウトモービリフェラーリ SEFAC              | 250P                                     | ダンロップ                               | 339                                      | 4561.71 km  |
| 30 | 1962        | フェラーリ                               | オリヴィエ・ジャンドビアン フィル・ヒル                                            | SpA フェラーリ SEFAC                        | 330TRI/LM                                | ダンロップ                               | 331                                      | 4451.255 km |
| 29 | 1961        | フェラーリ                               | オリヴィエ・ジャンドビアン フィル・ヒル                                            | スクーデリア・フェラーリ                    | 250TRI/61                                | ダンロップ                               | 333                                      | 4476.580 km |
| 28 | 1960        | フェラーリ                               | オリヴィエ・ジャンドビアン ポール・フレール                                        | スクーデリア・フェラーリ                    | 250TR59/60                               | ダンロップ                               | 314                                      | 4217.527 km |
| 27 | 1959        | アストンマーティン                       | ロイ・サルヴァドーリ キャロル・シェルビー                                          | デビッド・ブラウン・レーシング Dept.        | DBR1                                     | エイヴォン                               | 323                                      | 4347.9 km   |
| 26 | 1958        | フェラーリ                               | オリヴィエ・ジャンドビアン フィル・ヒル                                            | スクーデリア・フェラーリ                    | 250TR58                                  | アングルベール                           | 305                                      | 4101.926 km |
| 25 | 1957        | ジャガー                                 | ロン・フロックハート アイバー・ビューブ                                            | エキュリー・エコッス                        | Dタイプ                                  | ダンロップ                               | 327                                      | 4397.108 km |
| 24 | 1956        | ジャガー                                 | ロン・フロックハート ニニアン・サンダーソン                                        | エキュリー・エコッス                        | Dタイプ                                  | ダンロップ                               | 300                                      | 4034.929 km |
| 23 | 1955        | ジャガー                                 | マイク・ホーソーン アイバー・ビューブ                                              | ジャガー・カーズ Ltd.                       | Dタイプ                                  | ダンロップ                               | 307                                      | 4135.38 km  |
| 22 | 1954        | フェラーリ                               | フロイラン・ゴンザレス モーリス・トランティニアン                                  | スクーデリア・フェラーリ                    | 375プラス                                | ピレリ                                   | 302                                      | 4061.15 km  |
| 21 | 1953        | ジャガー                                 | トニー・ロルト ダンカン・ハミルトン                                                | ジャガー・カーズ Ltd.                       | XK120C                                   | ダンロップ                               | 304                                      | 4088.064 km |
| 20 | 1952        | メルセデス・ベンツ                       | ヘルマン・ラング フリッツ・リース                                                  | ダイムラー・ベンツ A.G.                     | 300SL                                    | コンチネンタル                           | 277                                      | 3773.8 km   |
| 19 | 1951        | ジャガー                                 | ピーター・ホワイトヘッド ピーター・ウォーカー                                      | ピーター・ウォーカー                        | XK120C                                   | ダンロップ                               | 267                                      | 3611.193 km |
| 18 | 1950        | タルボ-ラーゴ                            | ルイ・ロジェ ジャン＝ルイ・ロジェ                                                  | ルイ・ロジェ                                | T26GS                                    | ダンロップ                               | 256                                      | 3465.12 km  |
| 17 | 1949        | フェラーリ                               | ルイジ・キネッティ セルスドン卿（Load Selsdon）                                    | セルスドン卿                                | 166MM                                    | アングルベール                           | 235                                      | 3178.299 km |
|    | 1948 - 1940 | 第二次世界大戦とフランス復興期のため中断 | 第二次世界大戦とフランス復興期のため中断                                           | 第二次世界大戦とフランス復興期のため中断    | 第二次世界大戦とフランス復興期のため中断 | 第二次世界大戦とフランス復興期のため中断 | 第二次世界大戦とフランス復興期のため中断 |             |
| 16 | 1939        | ブガッティ                               | ジャン＝ピエール・ウィミーユ ピエール・ヴェイロン                                  | ジャン＝ピエール・ウィミーユ                | T57C                                     | ダンロップ                               | 248                                      | 3354.76 km  |
| 15 | 1938        | ドライエ                                 | エウジェン・シャブー ジャン・トレムーエ                                            | エウジェン・シャブー / ジャン・トレムーエ   | 135S                                     | ダンロップ                               | 235                                      | 3180.94 km  |
| 14 | 1937        | ブガッティ                               | ジャン＝ピエール・ウィミーユ ロベール・ブノワ                                      | ロジェ・ラブリ                              | T57G                                     | ダンロップ                               | 243                                      | 3287.938 km |
|    | 1936        | 自動車業界ストライキの影響で中止         | 自動車業界ストライキの影響で中止                                                   | 自動車業界ストライキの影響で中止            | 自動車業界ストライキの影響で中止         | 自動車業界ストライキの影響で中止         | 自動車業界ストライキの影響で中止         |             |
| 13 | 1935        | ラゴンダ                                 | ジョン・ヒンドマーシュ ルイス・フォンテス                                          | A.W.フォックス                              | ラピード                                 | ダンロップ                               | 222                                      | 3006.797 km |
| 12 | 1934        | アルファロメオ                           | ルイジ・キネッティ フィリップ・エタンスラン                                        | ルイジ・キネッティ                          | 8C2300                                   | アングルベール                           | 213                                      | 2886.938 km |
| 11 | 1933        | アルファロメオ                           | レイモン・ソメール タツィオ・ヌヴォラーリ                                          | レイモン・ソメール                          | 8C2300                                   | アングルベール                           | 233                                      | 3144.038 km |
| 10 | 1932        | アルファロメオ                           | レイモン・ソメール ルイジ・キネッティ                                              | レイモン・ソメール                          | 8C2300                                   | アングルベール                           | 218                                      | 2954.038 km |
| 9  | 1931        | アルファロメオ                           | ハウ卿（Earl Howe） ヘンリー・バーキン                                             | ハウ卿                                      | 8C2300                                   | ダンロップ                               | 184                                      | 3017.654 km |
| 8  | 1930        | ベントレー                               | ウルフ・バーナート グレン・キッドストン                                            | ベントレー・モータース Ltd.                 | スピードシックス                         | ダンロップ                               | 179                                      | 2930.663 km |
| 7  | 1929        | ベントレー                               | ウルフ・バーナート ヘンリー・バーキン                                              | ベントレー・モータース Ltd.                 | スピードシックス                         | ダンロップ                               | 174                                      | 2843.83 km  |
| 6  | 1928        | ベントレー                               | ウルフ・バーナート バーナード・ルービン                                            | ベントレー・モータース Ltd.                 | 4½リットル                               | ダンロップ                               | 154                                      | 2669.272 km |
| 5  | 1927        | ベントレー                               | ジョン・ベンジャフィールド サミー・デイビス                                        | ベントレー・モータース Ltd.                 | 3リットルスポーツ                        | ダンロップ                               | 137                                      | 2369.807 km |
| 4  | 1926        | ロレーヌ・ディートリシュ                 | ロベール・ブロシュ アンドレ・ロシニョール                                          | チーム名なし                                | B3-6                                     | ダンロップ                               | 147                                      | 2552.414 km |
| 3  | 1925        | ロレーヌ・ディートリシュ                 | ジェラール・ド・クルセル アンドレ・ロシニョール                                    | チーム名なし                                | B3-6                                     | ダンロップ                               | 129                                      | 2233.982 km |
| 2  | 1924        | ベントレー                               | ジョン・ダフ フランク・クレメント                                                  | ダフ・アンド・アドリントン                  | 3リットルスポーツ                        | ダンロップ                               | 120                                      | 2077.341 km |
| 1  | 1923        | シュナール・エ・ワルケル                 | アンドレ・ラガシュ ルネ・レオナール                                                | チーム名なし                                | スポール                                 | ミシュラン                               | 128                                      | 2209.536 km |